# Oneglia
Oneglia is een voormalige stad (tot 1923, toen samen met Porto Maurizio de gemeente Imperia werd gevormd) en deel van de Italiaanse gemeente Imperia.
Oneglia werd bijna volledig vernield in een aardbeving in 1887.

## Geboren in Oneglia
- Andréa Doria (1466-1560), admiraal en zeevaarder
- Luciano Berio (1925-2003), componist